# دوروتی هایمن
دوروتی هایمن (انگلیسی: Dorothy Hyman؛ زادهٔ ۹ may ۱۹۴۱ (۸۳ سال)) ورزشکار دو و میدانی اهل بریتانیا است.